# Mirosternus muticus
Mirosternus muticus là một loài bọ cánh cứng thuộc họ Ptinidae.